# 大同镇 (永登县)
大同镇，是中华人民共和国甘肃省兰州市永登县下辖的一个乡镇级行政单位。

## 行政区划
大同镇下辖以下地区：
王家坪村、郭家墩村、北同村、南同村、泉水沟村、高岑村、安山村、新农村、青寺村、贾家场村、保家湾村、跌马沟村和长川村。